# 高雄市立明義國民中學
高雄市立明義國民中學，簡稱明義國中，是一所位於臺灣高雄市小港區的市立國民中學，成立於1991年，為小港區最晚成立的國民中學。

## 學校簡介
1990年張添庸校長依高雄市政府「高市府研二字第1990007415號函」籌設明義國中。於1991年於明義街興建兩棟校舍,正式成立，第一年招生13班。
1992年第二期校舍正式落成，並成立各處室。同年，第三期校舍正式開工。
1994年第三期校舍落成，由時任市長吳敦義先生剪綵，開始使用。

## 歷任校長
- 第一任：張添庸（1991年7月1日－1997年7月31日）
- 第二任：周才惠（1997年8月1日－1999年7月31日）
- 第三任：楊文慶（1999年8月1日－2007年7月31日）
- 第四任：楊志能（2007年8月1日－2014年7月31日）
- 第五任：何茂通（2014年8月1日 - ?）
- 第六任：洪自強（? - 迄今）

## 刊物
- 明義卷宗（已停刊）
- 明義學園（已停刊）
- 明義簡訊

## 校隊
1. 弦樂隊（指揮老師：曾迎慧）
2. 管樂隊（指揮老師：樂永晨）
3. 直笛隊（指揮老師：蔡葡芳）
4. 武術隊
5. 柔道隊
6. 籃球隊

## 社團
1. 直笛社（優質社團）
2. 管樂社
3. 弦樂社
4. 柔道社
5. 武術社
6. 躲避球社
7. 籃球社
8. 原住民語社
9. 閩南語社
10. 客家語社
11. 捏塑社
12. 熱舞社
13. 韓語社
14. 越南語社

## 校舍
- 明義樓（行政大樓A棟）
- 明倫樓（教學大樓）
- 明理樓（教學大樓）
- 明道樓（教學大樓）
- 活動中心（2010年完工，曾獲內政部綠建築銅牌級標章）
- 中安分校（2010年完工，曾獲內政部綠建築金牌級標章及2012年建築園冶獎）

## 外部連結
- http://www.myjh.kh.edu.tw/ （页面存档备份，存于）
- 高雄市立明義國民中學（英文）